# Syneches nigridus
Syneches nigridus är en tvåvingeart som beskrevs av Collin 1941. Syneches nigridus ingår i släktet Syneches och familjen puckeldansflugor. Inga underarter finns listade i Catalogue of Life.